# A mariñeira
A mariñeira (en español, La marinera) es una película española del año 2007. Fue reconocida con el Premio Mestre Mateo como mejor película para televisión.

## Contexto
Fue dirigida y coescrita por Antón Dobao, a partir de un guion de Xabier Cordal, basado en el cuento «A mariñeira de Quilmas» escrito por Darío Xohán Cabana.
Se estrenó en TVG el Día de las Letras Gallegas en 2008. Se ha doblado al catalán por TV3, que la emitió el 21 de junio de 2008.

## Sinopsis
Drama histórico que narra la historia de una mujer gallega de Carnota durante la Guerra Civil, que se enfrenta a la opresión de la época y hace frente a las injusticias sociales y de género que padecen ella y sus hijas.

## Reconocimientos
En los Premios Mestre Mateo 2008 fue reconocida como mejor película para televisión. Además, ganó el Remi de Oro en el Festival Internacional de Cine WorldFest-Houston.
En 2010, la actriz protagonista Camila Bossa ganó el premio a la mejor actriz en el festival Bragacine de Braga.

## Reparto
- Camila Bossa como María
- Monti Castiñeiras como Bailarete
- Antonio Durán "Morris" como sacerdote
- María Vázquez como Patrocinio
- Roger Casamajor como Pandullo
- Lucía Regueiro como Nerea
- Xoel Fernández como Rubio
- Jordi Banacolocha como Don Ricardo
- Xosé Barato como Modesto
- Marc Cartes como teniente
- Iria Abelleira Castro como Rosa de los 6 a los 9 años
- Begoña Pérez como Rosa a los 13 años
- Antela Cid como Rosa de los 17 a los 27 años
- Lara Lago como Federica con 2-3 años
- Rocío Casal como Federica de los 7 a los 11 años
- Mamen Casal como Federica con 21 años
- Mariana Carballal como Doña Angustias
- Olalla Escribano como Pura
- Suso Lista como Evaristo
- Mónica García como la mujer de Evaristo
- Rubén Ríos como fotógrafo
- Mónica Bar como mujer del Xira
- César Cambeiro como ayudante naval
- Julio Abonjo como Paisano